# Diocesi di Setroe
La diocesi di Setroe (in latino: Dioecesis Sethroitana) è una sede soppressa e sede titolare della Chiesa cattolica.

## Storia
Setroe, compresa tra Ṣān al-Ḥaǧar e Tell-Farama, è un'antica sede episcopale della provincia romana dell'Augustamnica Prima nella diocesi civile d'Egitto. Faceva parte del patriarcato di Alessandria ed era suffraganea dell'arcidiocesi di Pelusio.
La diocesi è nota nelle fonti anche con il nome di Eracleopoli Minore (Herakleopolis mikra), sede episcopale, mentre Setroe si riferisce piuttosto al nomos (distretto) su cui avevano giurisdizione i vescovi.
Il primo vescovo documentato di questa antica diocesi è Potamone, che prese parte al concilio di Nicea del 325. Fu uno strenuo sostenitore di Atanasio di Alessandria, che difese in modo energico nel violento alterco che ebbe con Eusebio di Cesarea nel corso del concilio di Tiro del 335. Atanasio parla di lui come di un confessore, a cui fu cavato un occhio durante la persecuzione ordita dall'intruso ariano Gregorio.
La Lettera festale XIX di Atanasio di Alessandria, scritta nel 347, elenca una serie di diocesi rimaste vacanti per la morte del vescovo e per le quali Atanasio ha provveduto alla nomina del nuovo vescovo; sulla sede della Sethroite, al defunto Potamone succede il vescovo Orione.
I due successivi vescovi di quest'antica diocesi sono Teone e Isidoro, che presero parte ai concili ecumenici di Efeso (431) e di Calcedonia (451). Teone fu anche destinatario di una lettera di sant'Isidoro di Pelusio. Isidoro invece si rifiutò di sottoscrivere, durante il concilio calcedonese, la condanna di Eutiche e Dioscoro, e per questo motivo venne condannato.
A questa sede potrebbe essere assegnato anche il vescovo Atanasio, documentato in due occasioni: nel 458 sottoscrisse la lettera dei vescovi dell'Egitto all'imperatore Leone dopo la morte di Proterio di Alessandria; l'anno seguente sottoscrisse il decreto sinodale di Gennadio I contro i simoniaci. Nelle fonti coeve Anastasio è indicato come episcopus Thoitorum e come episcopus Zoitorum, che, secondo Martin e Schwartz, è da correggere in (Se)throitorum, ossia Setroe.
A questi vescovi dell'epoca romana e bizantina, Michel Le Quien aggiunge tre vescovi copti, Giorgio, Giovanni e Efrem, vissuti fra VIII e XI secolo.
Dal 1933 Setroe è annoverata tra le sedi vescovili titolari della Chiesa cattolica; il titolo finora non è stato assegnato.

## Cronotassi dei vescovi greci
- Potamone † (prima del 325 - circa 347 deceduto)
- Orione † (347 - ?)
- Teone † (menzionato nel 431)
- Isidoro † (menzionato nel 451)
- Atanasio † (prima del 458 - dopo il 459)